# Late-night talk show

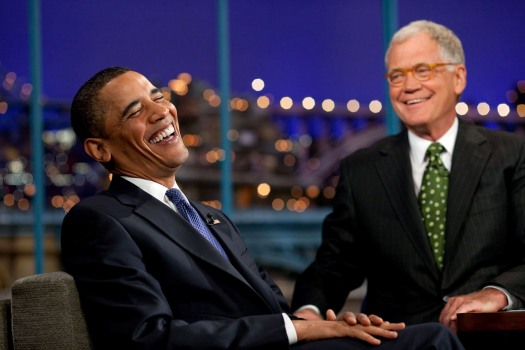
Os late-night talk shows geralmente apresentam entrevistas com convidados. Na foto, o ex-presidente dos Estados Unidos Barack Obama é entrevistado por David Letterman.

Um late-night talk show é um gênero de programa de televisão, sendo especificamente um tipo de programa de variedades e de entrevistas orientado a comédia que vai ao ar no final da noite. As características do gênero incluem tópicos de monólogos onde os apresentadores brincam com as notícias do dia, esquetes de comédia, entrevistas com celebridades, e performances musicais. O formato do late-night talk show foi popularizado, mas não inventado, por Johnny Carson com o The Tonight Show Starring Johnny Carson na rede norte-americana NBC. Diferente de outros tipos de programas de variedades e entrevistas, late-night talk shows sempre têm como características uma mesa, que fica atrás do apresentador para entrevistar convidados e fazer um pouco de comédia. A maioria dos programas possui um antigo microfone com suporte na mesa, que alguns apresentadores usam como um aparelho de comédia.
A popularidade de programas do gênero late-night talk show nos Estados Unidos tem sido citada como um fator chave pelo qual os americanos não conseguem dormir de sete a oito horas por noite. Os late-night talk shows competem pelo prêmios Emmy do Primetime de melhor série de variedade, musical ou entretenimento.
Os late-night talk shows, em sua maior parte, não são predominantes em outras partes do mundo. Programas que vagarosamente se assemelham com o formato são exibidos em outros países, mas geralmente vão ao ar semanalmente, diferentemente dos programas estadunidenses, que são exibidos diariamente. Eles também vão ao ar em horários considerados como horário nobre nos Estados Unidos. A maioria dos late-night talk shows são gravados durante a tarde para serem transmitidos de noite. Por causa disso, referências como “esta noite” e “hoje cedo” são feitos durante a gravação.

## História

### Brasil

#### 1973-2011: As primeiras décadas com Jô Soares
O formato de late-night talk show foi originalmente introduzido no Brasil pelo apresentador e comediante Jô Soares, que teve a sua primeira experiência com o formato na década de 1970 com o programa Globo Gente na Rede Globo, que inicialmente se chamava Gente Global e era exibido uma vez por mês, se tornando semanal após alguns meses. O programa acabou não sendo duradouro, estreando em abril de 1973 e tendo seu último episódio exibido em setembro do mesmo ano.
Soares sempre desejou ter o seu próprio talk show, mas não conseguiu emplacá-lo na Globo, devido aos resultados negativos de Globo Gente. O apresentador só conseguiria a oportunidade de apresentar um talk show quando se mudou para o SBT, quando exigiu em seu contrato que o programa fosse levado ao ar. O SBT cumpriu com a promessa e em agosto de 1988 entrava no ar a primeira edição do Jô Soares Onze e Meia.
O programa, diferentemente de Veja o Gordo, outro programa de Soares no SBT, alcançou o sucesso esperado pela emissora. Apesar de ter Onze e Meia no título, o programa raramente entrava no ar neste horário, tornando o nome do programa alvo de piadas, inclusive de seu próprio apresentador. Jô Soares Onze e Meia ficou no ar por 11 anos, quando Jô Soares decidiu voltar para a Rede Globo com um programa no mesmo formato. Em abril de 2000, estreou o Programa do Jô.
O estilo de Jô Soares apresentar o seu talk show sempre foi comparado com o de David Letterman, principalmente pela imprensa, que o acusava de copiar o programa de Letterman. Jô sempre negou que copiasse Letterman, e diz que se inspira em Jack Paar e Johnny Carson, ambos apresentadores do The Tonight Show, sendo que este último que consolidou o formato de late-night talk show em terras norte-americanas. Outra inspiração de Jô seria o apresentador Silveira Sampaio, um pioneiro dos talk shows na televisão brasileira.

#### 2011-2013: Danilo Gentili reintroduz o formato com oAgora É Tarde
Durante muitos anos, Jô Soares foi o único apresentador de um late-night talk show no Brasil. O cenário mudou quando a Band estreou o Agora É Tarde, que se torna o primeiro programa do gênero a concorrer com o programa de Soares. O projeto foi criado pelo comediante stand-up Danilo Gentili, que se tornou o apresentador programa, ao lado de Alex Baldin, chefe de roteiro do humorístico CQC, programa no qual Gentili era repórter. Nesse projeto, já previa o nome do programa, os comediantes Léo Lins e Murilo Couto e o Ultraje a Rigor como sua a banda oficial. O Agora É Tarde inicialmente era exibido por duas vezes na semana, mas com o seu inesperado sucesso, o programa passou a ter quatro exibições semanais em 2012.
Para que o programa entrasse no ar, em 2009, Gentili exigiu que gravasse um piloto do talk show para que o seu contrato com a Band fosse renovado. Gentili entrou no CQC em 2008 só para fazer o quadro Repórter Inexperiente durante certo tempo, sendo que com o sucesso do quadro se tornou repórter fixo da atração. Os primeiros pilotos do Agora É Tarde foram gravados em 2010 e o programa só entrou no ar no final de junho de 2011, inicialmente previsto para ir ao ar três meses antes. A produção do programa ficou por conta da Eyeworks, dona do formato do CQC.
O sucesso do Agora É Tarde fez com que a RedeTV! criasse um programa com o mesmo formato, aliado também com a saída da apresentadora Hebe Camargo da emissora, que antes de falecer tinha assinado contrato com o SBT. Dessa forma, o Luciana by Night estreou em novembro de 2012, ocupando o horário que antes era de Hebe, que anteriormente era ocupado pelo Superpop. O programa é apresentado por Luciana Gimenez, também apresentadora do Superpop, e conta com o comediante stand-up Diogo Portugal no elenco. O programa vai ao ar semanalmente na grade de programação da RedeTV!.

#### 2013-2015: Ida de Danilo Gentili para o SBT e fracasso de Rafinha Bastos na Band
Com o Agora É Tarde consolidado como um programa da grade da Band, as emissoras concorrentes começaram a sondar Danilo Gentili para uma possível contratação. O apresentador sempre se dizia satisfeito com a emissora e que não mudaria de rede. A Rede Record, ao perceber o sucesso e o potencial comercial de um late-night talk show na grade de programação, ofereceu uma proposta para Gentili para se mudar de para a emissora, mas ela acabou sendo recusada pelo apresentador.
O SBT também ofereceu uma proposta. No mesmo momento em que a proposta era oferecida, a Band passava por uma reestruturação financeira, na qual cortou a equipe e os dias de exibição do Agora É Tarde, trocando um programa inédito por reprise dos "melhores momentos" da atração durante a semana. A proposta do SBT era contrária ao que a Band faria, já que aumentaria a equipe do programa e aumentaria os dias de exibição, passando a ser exibido de segunda a sexta-feira.
Em uma reunião feita pela equipe do Agora É Tarde, todos decidiram aceitar a proposta do SBT em uma decisão consensual. Essa foi uma das condições de Gentili para aceitar a proposta do SBT, sendo que ele também pediu para que em sua estreia na emissora fizesse uma corrida pelos estúdios dos programas do SBT, terminando no cenário do já extinto Jô Soares Onze e Meia. Da equipe original do Agora É Tarde, o narrador Marcelo Mansfield optou por continuar na Band, mesmo tendo prometido ir para o SBT.
A decisão da equipe não foi bem recebida pela Band, que entrou na justiça para impedir que o programa estreasse no SBT, pedindo também que Gentili voltasse ao seu trabalho na Band. A justiça negou o pedido da emissora. Mesmo com a ida da equipe do Agora É Tarde, a Band decidiu continuar com o programa no ar, e escalou Rafinha Bastos, comediante stand-up e ex-apresentador do CQC, para apresentar o programa. Rafinha convidou Marcelo Mansfield para continuar sendo o narrador do programa, apesar dele ter dito que não integraria o programa sem a sua equipe original.
A estreia do novo Agora É Tarde, sob o comando de Rafinha Bastos, aconteceu em 5 de março de 2014, anteriormente previsto para ir ao ar no dia 11. A mudança foi feita para evitar o confronto com o novo talk show de Gentili no SBT, que recebeu o título de The Noite com Danilo Gentili, e teve a sua estreia no dia 10 do mesmo mês. Gentili não conseguiu usar o nome Agora É Tarde no SBT por ele ter sido registrado pela produtora Eyeworks, que permaneceu como produtora do programa da Band.
O The Noite se tornou um sucesso de audiência e de crítica no SBT, vencendo por diversas vezes a Rede Globo, a emissora líder de audiência no país. Já o Agora É Tarde de Rafinha Bastos não obteve o mesmo sucesso que o programa de Gentili no SBT. A Band, fortemente afetada pela crise econômica que afetou o país em 2014, começou a cancelar diversos programas que não traziam retorno comercial ou audiência. O Agora É Tarde sobreviveu a essa onda de cortes e recebeu novos investimentos da emissora, porém, continuou marcado baixos índices de audiência, fazendo com que a emissora cancelasse o programa no início de 2015. A emissora prometeu para Bastos que voltaria com o programa após a crise terminar, mas ele preferiu rescindir o contrato que tinha com a emissora no meio do ano.

#### 2015-presente: Fábio Porchat, Adnet, Tatá Werneck e encerramento doPrograma do Jô
O sucesso de Danilo Gentili com o seu late-night talk show fez com que outras emissoras se interessassem a ter um programa do gênero em suas grades de programação. Depois da RedeTV!, a Record procurou montar o seu próprio talk show, tendo o comediante Fábio Porchat como uma de suas principais apostas, porém, nomes como os de Antonio Tabet, Marcelo Rezende e Leandro Hassum foram avaliados pela direção da emissora.
Tabet acabou não aceitando o projeto da Record, sendo que posteriormente lançou o Show do Kibe, que ele próprio definiu como uma "desconstrução do formato de talk show", já que ele grava as entrevistas com seus convidados no estúdio do programa sem eles saberem, dando como desculpa que é uma passagem para que uma falsa gravação definitiva seja bem sucedida. O programa foi ao ar no canal de televisão por assinatura TBS pela primeira vez em abril de 2015, ganhando novas temporadas nos meses seguintes.
Durante a festa de divulgação de sua nova programação, no final de fevereiro de 2016, a Record anunciou Fábio Porchat como seu contratado. A rede contratou o comediante para se tornar o apresentador do talk show da emissora, que teve sua estreia programada para agosto do mesmo ano, após a transmissão dos Jogos Olímpicos de Verão de 2016. A Eyeworks, empresa responsável pela produção do Agora É Tarde, foi escolhida para fazer o mesmo com o talk show de Porchat.
No mês seguinte, as especulações pela imprensa de que Marcelo Adnet iria substituir Jô Soares se espalharam após ele ter anunciado que iria deixar de apresentar o Programa do Jô no mesmo ano. O projeto de Adnet, que tinha sido anunciado no ano anterior, seria de um talk show semanal, sendo que o Programa do Jô vai ao ar diariamente. Posteriormente, Adnet e a Globo negaram que esse projeto de talk show iria substituir o de Soares.
As estreias dos novos talk shows foram programadas para a mesma semana. O Programa do Porchat tinha estreia prevista para o dia 22 de agosto, mas ela adiada para o dia 24 do mesmo mês para não se coincidir com as finais das Olimpíadas, sendo o dia anterior o da estreia de Adnight, nome do talk show de Marcelo Adnet.